# 藤野ひろ子
藤野 ひろ子（ふじの ひろこ）は兵庫県姫路市出身の女性ボーカリスト・歌手である。

## 人物
特技はピアノ、好きな歌手はコニー・フランシス、ジャンルを問わず、ポップス・ジャズ・オールディーズ・カンツォーネ・歌謡曲・オリジナル等を得意とする。現在はコンサート・ディナーショー・ライブ・イベント各種で活動中。

## 略歴
- 川田和子・松田トシ・江口浩司に師事し、歌とピアノを習う。桐朋女子高等学校を卒業。
- 1968年 - 第1回古賀賞作曲コンクールに『浜でギターを弾いてたら』を歌い第1回古賀賞を受賞する。
- 1969年 - キングレコードと専属契約を結び、同曲でデビュー。[1]テレビドラマ『恋歌』（主演岸恵子・芦田伸介）で『鳩のいない村』がテーマ曲になり、同ドラマに出演する。
- 1970年 - 第3回ギリシヤ音楽祭（アテネ）で日本代表として『こんにちは』を歌い、日本人として初入賞。同年、日本作詩大賞作品賞を『鳩のいない村』で受賞。
- 1971年 - 第4回古賀賞を『この涙をあなたに』で受賞。
- 1973年から1980年病気休養の後、1989年にNHK「はつらつスタジオ505」にレギュラー出演。同年コロムビア[2]より『ダンス・ダンス・ダンス』で再デビュー。
- 1991年 - NHK朝の連続テレビ小説[3]「君の名は」主演鈴木京香で挿入歌『黒百合の歌』を歌う。
- 1996年 - マニラ国際音楽祭日本代表出場。
- 1999年 - AMKOBEでラジオ番組「藤野ひろ子の花日記」放送。
- 2000年 - テーマパークおもちゃ王国のテーマソング「扉の向こうに」を歌う。
- 2002年 - NHKBS2（当時）の「この人この歌」に出演。
- 2006年 - AMKOBEで「藤野ひろ子の音楽仲間」放送。同年、中国上海アジアンフェア出演。
- 2011年 - 11月「たまゆら」を発売。

## 主なディスコグラフィ
- 浜でギターを弾いてたら（作詞：作曲 江口浩司 : 1969年4月　第1回古賀賞）
- 恋のふるさと
- 鳩のいない村（作詞：五木寛之【1970年日本作詩大賞作品賞】　作曲：木下忠司 : 1969年9月 TVドラマ五木寛之原作「恋歌」：主演　岸恵子・芦田伸介より）
- 涙で星さえ見えないの（ABCホームソング）
- 渚の祈り(1970年 2月 )
- あなたを待つ野バラ(1970年 2月 )
- 幸せへの地図(1970年 7月 )
- 恋の契約(1970年 7月 )
- こんにちは（1970年 8月 ：第3回ギリシャ音楽祭参加曲 日本人として初入賞）
- あなたが好き（1970年 8月)
- ハロー・グッドバイ(1970年 12月：20世紀フォックス映画「ハロー・グッドバイ」主題歌)
- 接吻もくれないで(1970年 12月)
- 別離(1971年 5月)
- 年頃(1971年 5月)
- この涙をあなたに(1971年 6月：第3回古賀賞）
- 去年の今頃 (1971年 6月)
- 想い出と向きあって(1972年 5月)
- 野いちご(1972年 5月)
- ダンス・ダンス・ダンス(1989年 7月)
- 恋の通り道(1989年 7月)
- 長良川想いはるかに(1991年 7月)
- 風が舞う(1991年 7月)
- 黒百合の歌(1991年 7月　平成3年：NHK朝の連続テレビ小説「君の名は」主演：鈴木京香　挿入歌　作詞: 菊田一夫、作曲: 古関裕而 　織井茂子のカバー）
- Old Cinema Rhapsody～哀しみの女～(1995年 10月)
- さよならブルー・ハート(1995年 10月)
- 花日記(1998年 4月)
- レクイエム(1998年 4月)
- ふるさと(1999年 7月)
- おんな祭り(1999年 7月)
- 花田の橋(2003年 4月)
- 恋するおんなのひとり旅(2003年 4月)
- たまゆら(2011年11月)c/w冬来たりなば

## アルバム
- 『FALL IN LOVE WITH』（1992年11月）
  - 浜でギターを弾いてたら/長良川想いはるかに/風が舞う/黒百合の歌/赤い靴のタンゴ/愛されてセレナーデ/別れの予感/真夜中のシャワー/東京Hold Me Tigt/背中に映ったSunset/午前0時のテレフォンコール/ダンス・ダンス・ダンス/恋の通り道/鳩のいない村
- 『雲に抱かれて』（2004年11月）
  - 雲に抱かれて/かくれんぼ/愛のルミナリエ/人生堂々/恋ひらり/蝉情話/たなばたの夜は雨
- 『春の天使』（2005年6月）
  - 春の天使/さくら花/気儘な恋人/おめでとう/花を贈ろう
- 『叙情詩』（2009年11月）五木寛之 原作『恋歌』より「鳩のいない村」、（オリジナルの再録音）遠TONE音（箏・尺八・ギター）と織りなす藤野ひろ子 叙情詩の世界。
  - 演奏：遠TONE音

1. 花日記 （ラジオ関西 レギュラー番組「藤野ひろ子の花日記」テーマ・ソング）［作詞：三川屋優／作曲：江口浩司］
2. 浜でギターを弾いてたら （TBS第１回古賀政男音楽祭入賞曲）［作詞・作曲：江口浩司］
3. 竹田の子守唄［京都府民謡／編曲：三塚幸彦］
4. 黒百合の歌 （平成3年度NHK朝の連続テレビ小説 「君の名は」挿入歌 作詞: 菊田一夫、作曲: 古関裕而織井茂子のカバー）［作詞：菊田一夫／作曲：古関裕而］
5. 翼［作詞・作曲：武満　徹］
6. 北飛行［作詞：かず翼／作曲：小野美穂子］
7. 鳩のいない村 （TBSテレビ ドラマ 五木寛之 原作「恋歌」挿入歌）［作詞：五木寛之／作曲：木下忠司］
8. 忘れな草をあなたに［作詞：木下龍太郎／作曲：江口浩司］
9. 冬の旅［作詞：五木寛之／作曲：小六禮次郎］
10. 樹もれ日　～柳田國男の詩とともに～［作曲：曽山良一］
11. 雪～相馬御風の短歌とともに～［作曲：三塚幸彦］
12. 花［作詞：御徒町凧／作曲：森山直太朗］